# 7948 Whitaker
7948 Whitaker este un asteroid din centura principală de asteroizi.

## Descriere
7948 Whitaker este un asteroid din centura principală de asteroizi. A fost descoperit pe 24 aprilie 1992 la Kitt Peak National Observatory în cadrul proiectului Spacewatch. Asteroidul prezintă o orbită caracterizată de o semiaxă mare de 2,44 ua, o excentricitate de 0,05 și o înclinație de 0,5° în raport cu ecliptica.